# Grigori Wassiljewitsch Soroka

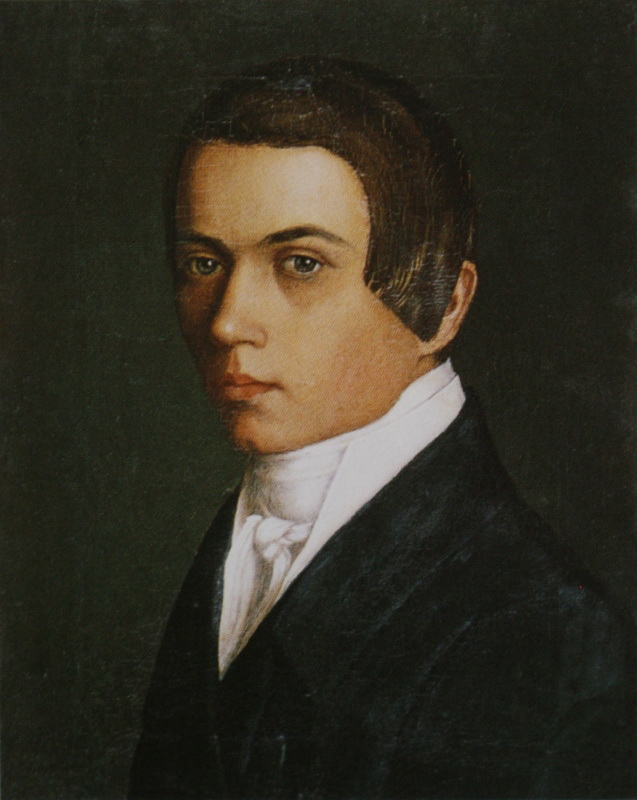
Selbstporträt

Grigori Wassiljewitsch Soroka, eigentlich G. W. Wassiliew (Васильев), (russisch Григорий Васильевич Сорока, * 15. Novemberjul. / 27. November 1823greg. in Pokrowskoje (Twer); † 10. Apriljul. / 22. April 1864greg. ebenda) war ein russischer Maler, Leibeigener und der bekannteste Schüler Alexei Wenezianows.
Soroka wurde in die Familie des Landbesitzers Miljukow geboren. 1842–47 studierte er Kunst bei A. Wenezianow, der sich um seine Freilassung bemühte. Daraufhin verbot ihm sein Eigentümer weitere Reisen nach St. Petersburg und beschäftigte ihn als Gärtner. Fern von der Kunstszene und spirituell allein nach dem Tod des Lehrers begann sein künstlerisches Talent bald zu verblassen. 1850–60 lebte er in seiner Heimatgemeinde und konzentrierte sich auf Dorfkirchen, für die er verschiedene Ikonen malte.
Da er die Bedingungen seines Besitzers zur Freilassung (Leibeigenschaftsreform Alexanders’ II. vom 3. März 1861) nicht erfüllen konnte, wurde Soroka nicht entlassen. Er erhob Beschwerde, wurde allerdings abgewiesen, wegen Aufruhrs inhaftiert und möglicherweise ausgepeitscht. Man entließ ihn krankheitshalber. Er erhängte sich im Backhaus des Gutes.
Von Soroka sind nur etwa 20 undatierte Gemälde erhalten.

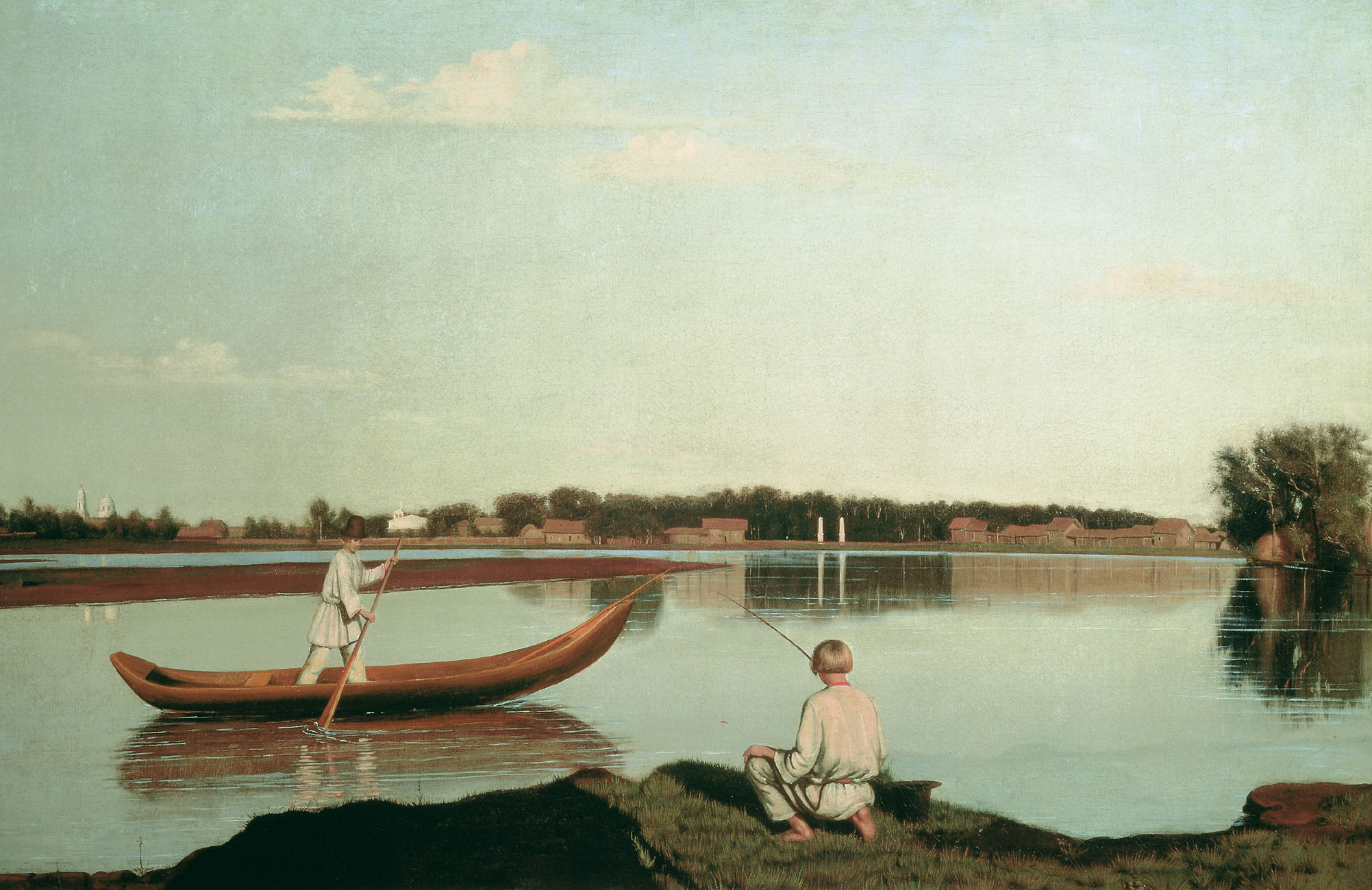
Fischer
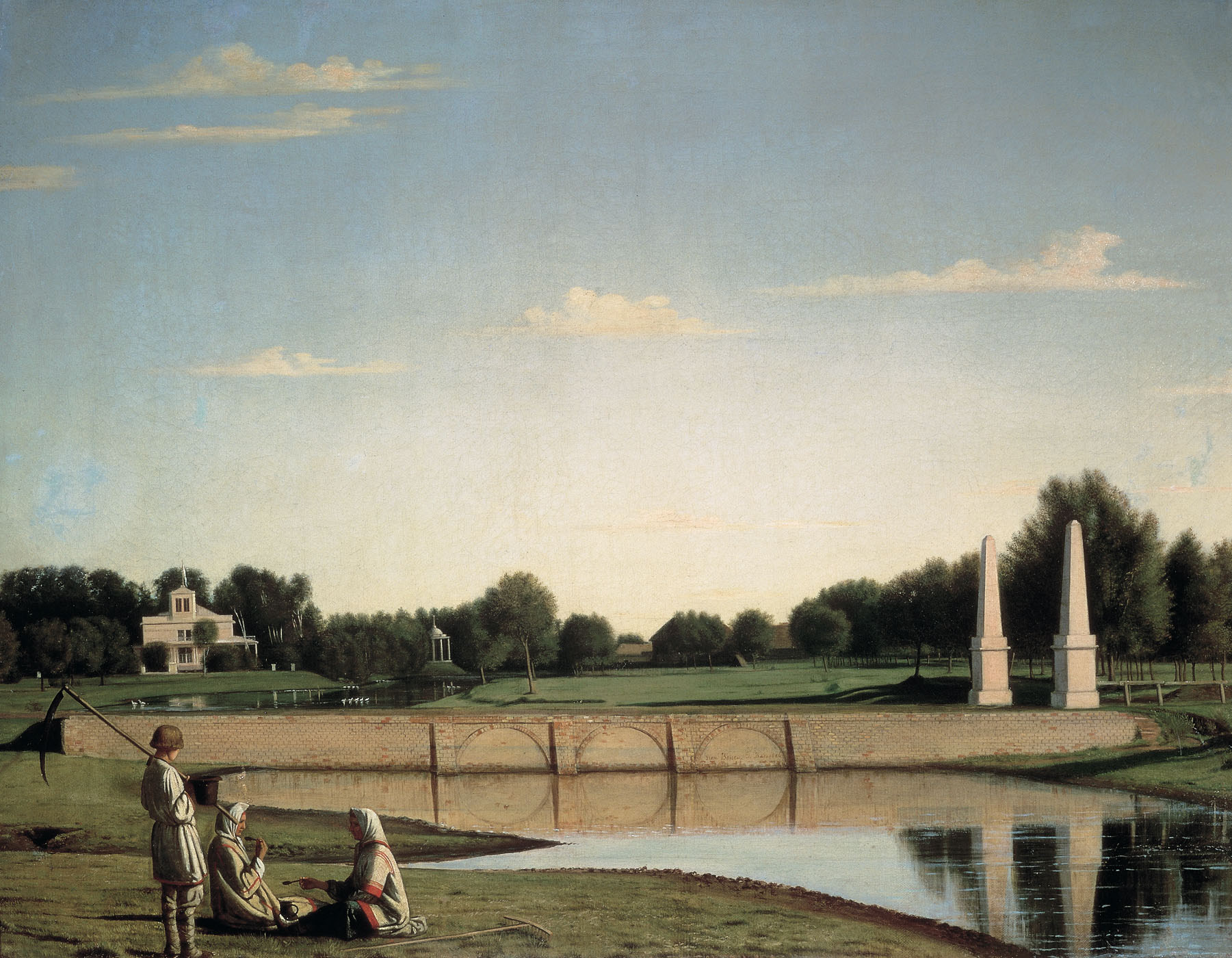
Damm in Spasskoje, Oblast Tambow
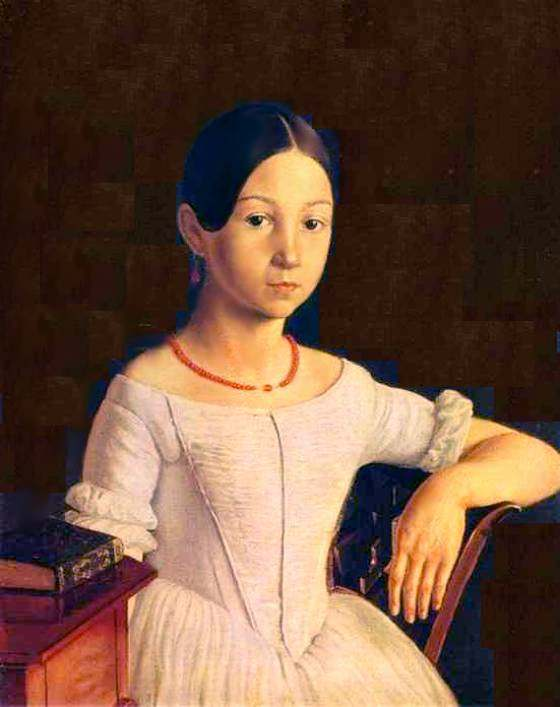
Lydia Miljukow, 1840er
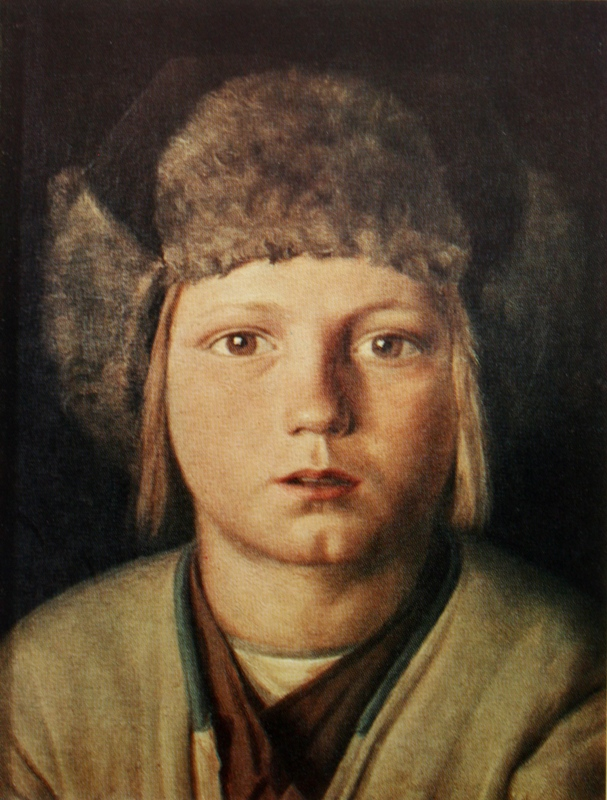
Bauernjunge, 1840er
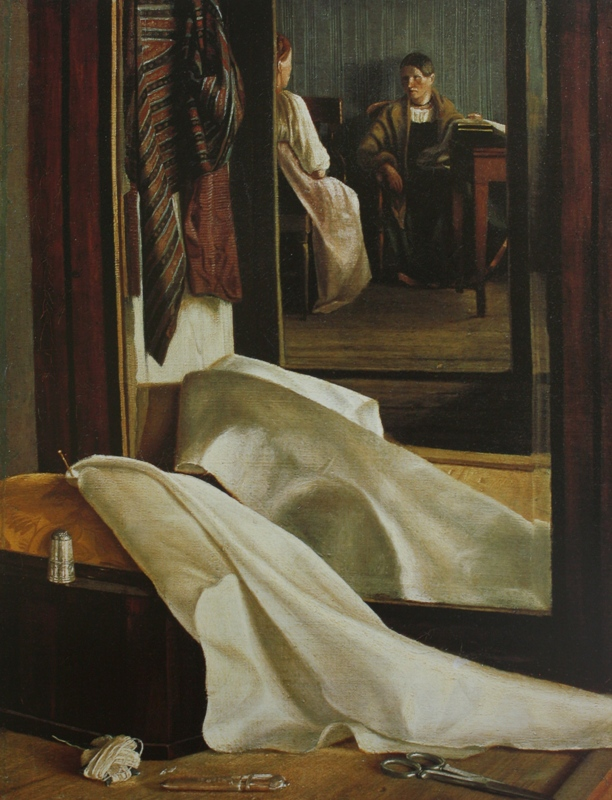
Reflexion in einem Spiegel, 1850er